# Certyfikat językowy
Certyfikat językowy – zaświadczenie o znajomości języka obcego na danym poziomie wydawane po odpowiednim egzaminie.

## Certyfikaty

### Języka albański
- Gjuha shqipe për të huaj – organizowany przez uniwersytet w Tiranie, poziomy od A1 do C2

### Język angielski
- Duolingo English Test (DET)
- Preliminary English Test (PET), First Certificate in English (FCE), Certificate in Advanced English (CAE), Certificate of Proficiency in English (CPE) – organizowane przez University of Cambridge Local Examinations Syndicate(inne języki)
- Pearson Test of English[1] – PTE General (sześć poziomów od A1 do C2) i PTE Young Learners organizowane przez Pearson Education we współpracy z Edexcel
- PTE Academic[2] – organizowany przez Pearson
- TrackTest Online English Proficiency Test (TrackTest) certyfikat dla poziomów CEFR (A1-C2) organizowany przez TrackTest English Assessment Centre
- Test of English as a Foreign Language (TOEFL) certyfikat akademicki organizowany przez Educational Testing Service (ETS)
- TOEFL Junior certyfikat środowiska szkolnego, organizowany przez Educational Testing Service (ETS)
- Test of English for International Communication (TOEIC) certyfikat międzynarodowego środowiska pracy organizowany przez Educational Testing Service (ETS)
- TOEIC Bridge certyfikat dla początkujących organizowany przez Educational Testing Service (ETS)
- Business English Certificate, na trzech poziomach Preliminary, Vantage i Higher, dotyczące języka biznesowego, organizowane przez University of Cambridge Local Examinations Syndicate
- BULATS o profilu biznesowym, organizowany przez University of Cambridge Local Examinations Syndicate
- London Chamber of Commerce and Industry (LCCI) (4 poziomy) – bezterminowy certyfikat biznesowy
- International English Language Testing System (IELTS), w dwóch odmianach: Academic oraz General Training, organizowane przez konsorcjum British Council, University of Cambridge ESOL oraz IDP Education(inne języki) Australia.
- European Language Competence Licence Quality Alliance (ELCL QA), zgodnie z CEFR

### Język arabski
- ALPT – Arabic Language Proficiency Test[3],
- CIMA (Certificat International de Maîtrise en Arabe)[4][5],
- AL-ARABIJA TEST – organizowany przez AL-Arabiyya-INSTYTUT[6].

### Język birmański
- MLT[7] – na 5 poziomach (MB-M4),

### Język bułgarski
- Стандартизиран тест по български език като чужд (СТБЕЧ)[8], The Standard Test of Bulgarian as a Foreign Language (STBFL), egzamin na poziomach od A2 do C2. Organizowany przez Uniwersytet Sofijski.

### Język chiński (mandaryński)
- BCT[9] – Business Chinese Test, egzamin języka biznesowego[10],
- Children’s Chinese Competency Certification (CCCC)[11] – organizowany na 3[12] poziomach przez SCTOP[13]
- Chinese Writing Test (CWT)[14] – organizowany na 5[15] poziomach przez 中文能力測驗中心[16]
- General Composition Ability Test (GCAT)[17] – organizowany na 7[18] poziomach przez Taiwan Academy of Continuing Education[19]
- HSK[20] – Hànyǔ Shuǐpíng Kǎoshì (część pisemna)[10] i HSKK – część ustna egzaminu[10],
- Hanzi Nengli Kaoshi (HNK)[21] – organizowany na 9[22] poziomach przez 汉考国际[23],
- Listening Comprehension Test[24] – do zdobycia jest 120 punktów, w zależności od wyniku można osiągnąć 4 poziomy[25], organizowany przez 台灣推廣教育學會[26]
- Medical Chinese Proficiency Test (MCT)[27] – organizowany na 3[22] poziomach przez 汉考国际[23]
- MHK (国少数民族对外汉语水平考试)[28] – organizowany na 4[28] poziomach przez Chińskie Ministerstwo Edukacji
- Oral Chinese Test (OCT)[29]– organizowany na 4 poziomach i 2 podpoziomach (1-8)[29] przez 汉考国际[23],
- Oral Proficiency Interview[22]– organizowany na 10 poziomach[22] przez 汉考国际[23],
- Putonghua Shuiping Ceshi (PSC)[30] – test ustny ze znajomości języka mówionego (odmiana mandaryńska), można osiągnąć poziomy 1-3, które dzielą się na podpoziomy A-B[31], organizowany przez Chińskie Ministerstwo Edukacji
- Test of Chinese as a Foreign Language[32] (TOCFL)[33],
- Test of Practical Chinese (C.TEST)[34] – organizowany na 2 poziomach, które dzielą się na podpoziomy (F-A)[35] przez Beijing Language and Culture University[36],
- Test znajomości języka chińskiego (台灣地區中文能力檢定)[37] – organizowany na 4[38] poziomach, przez Taiwan Academy of Continuing Education[39]
- Youth Chinese Test (YCT)[40] – organizowany na 4[41] poziomach (pisemny) i 2 poziomach (ustny) przez 汉考国际[23]
- Zhíyè Hànyŭ Nénglì Cèshì (ZHC) – organizowany przez Chińskie ministerstwo edukacji[42] na 5 poziomach[43],

### Język czeski
- Czech Language Certificate Exam[44] (CCE) – na pięciu poziomach (A1-C1), organizowane przez Institute for Language and Preparatory Studies Charles University in Prague
- TELC – na poziomie B1 (www.telc.net)

### Język duński
- Danskprøver[45] – organizowany przez duńską agencję ds. rekrutacji i integracji[46] na poziomach od A1 do C1[47].

### Język estoński
- Eesti keele tasemeeksamid – przeprowadzany na poziomach od A2 do C1 przez Fundacje Innove na zlecenie Ministerstwa Edukacji i Badań[48],

### Język fiński
- Yleiset Kielitutkinnot (YKI) – organizowany na 3 poziomach (A1-A2, B1-B2, C1-C1)[49] przez Uniwersytet Jyväskylä[50] i Opetushallitus[51].

### Język francuski
- Certificat Pratique de Langue Française (CPLF) – organizowany na poziomach B2-C1[52], organizowany przez Sorbonę[53]
- Test de connaissance du français (TCF)[54]– poziom zależy od ilości punktów zdobytych (700)[55] organizowany przez CIEP(inne języki)[56],
- Test de connaissance du français pour le Québec (TCF Québec)[57] – można uzyskać 16 punktów[58] organizowamy przez France Éducation international[59],
- Test d’évaluation de françai (TEF)[60]– poziom zależy od ilości punktów zdobytych (700) przez CCIP[61],
- DELF – organizowany na poziomach od A1 do B2[62] przez CIEP[56],
- DALF – organizowany na poziomach od C1 do C2[62] przez CIEP[56],
- Diplôme de compétence en langue (DCL)[63]– organizowany na poziomach od A1 do C2[64] przez francuskie Ministerstwo Edukacji,
- Diplôme initial de langue française (DILF)[64] – organizowany na poziomie A1 przez CIEP[56],
- Diplôme de français langue professionnelle (DFLP)[65] – organizowany na poziomach od A1 do A2 przez CCIP[66],
- Diplôme de français professionnel (DFP)[67] – organizowany na poziomach od A2 do B1 przez CCIP[66],
- DIPLÔMES DE FRANÇAIS PROFESSIONNEL (DFP)[68] – organizowany przez CCIP[66], tematyka: AFFAIRES (biznes) [A1-C1][69], RELATIONS INTERNATIONALES (stosunki międzynarodowe) [B1-C1][70], SANTÉ (zdrowie) [B1-B2/C1][71], Tourisme-Hôtellerie-Restauration (turystyka) [A2-B2][72],
- Diplôme universitaire d’études françaises (DUEF) – organizowany na poziomach od A1 do C2[73] przez Stowarzyszenie Uniwersytetów,
- DIPLÔME UNIVERSITAIRE D’ÉTUDES FRANÇAISES (DUEF B2)[74]– organizowany na poziomach od B2[75] przez UPEC[76],
- La Certification Le Robert[77] – poziom zależy od ilości punktów zdobytych (1000)[78] organizowany przez Le Robert[79],
- La Certification Voltaire[80] – poziom zależy od ilości punktów zdobytych (1000)[81] organizowany przez Woonoz[82][83],
- SELFEE[84]– organizowany na poziomach od B1 do C3[85] przez Sorbonę[84]
- Diplôme de langue française (DL) oraz Diplôme supérieur d’études francaises (DS), organizowane do r. 2007 przez Alliance Française
- Diplôme de français professionnel (dyplom zawodowego języka francuskiego) (DFP) Izby Przemysłowo-Handlowej w Paryżu (Chambre de commerce et d’industrie de Paris) European Language Competence Licence Quality Alliance (ELCL QA), zgodnie z CEFR
- Test de français international (TFI) – certyfikat międzynarodowego środowiska pracy, organizowany przez Educational Testing Service (ETS),

### Język grecki
- Πιστοποίηση Ελληνομάθειας[86] – organizowany przez Κέντρο Ελληνικής Γλώσσας[87] na poziomach A1-C2[88],

### Język Hakka(Tajwan)
- Test znajomości języka hakka[89] – organizowany na 4[89] poziomach przez Hakka Affairs Council[90]

### Język hiszpański
- Certificado de Español como Lengua Adicional (CELA) – organizowany na poziomach: B1,B2 i C1 przez, Universidad Nacional Autónoma de México
- Certificado de Español: Lengua y Uso (CELU) – organizowany na dwóch poziomach: średnio zaawansowanym i zaawansowanym przez Consorcio Interuniversitario para la Evaluación del Conocimiento y Uso del Español como Lengua Extranjera,
- Organizowane przez Instytut Cervantesa Diplomas de Español como Lengua Extranjera (DELE – dawniej na trzech poziomach: Inicial, Intermedio, Superior, aktualnie na sześciu – odpowiadających poziomom biegłości językowej przyjętych przez Radę Europy),
- Certificación de competencias en idiomas[91] – organizowany na poziomach A2-C1[91] przez Escuelas Oficiales de Idiomas (EE.OO.II.)[92]
- Servicio Internacional de Evaluación de la Lengua Española (SIELE)[93] – do zdobycia jest 1000 punktów[94], organizowany jest przez Instytut Cervantesa[95]
- European Language Competence Licence Quality Alliance (ELCL QA), zgodnie z CEFR

### Język indonezyjski (bahasa)
- Uji Kemahiran Berbahasa Indonesia (UKBI)[96] – poziom znajomości języka zależy od wyniku jednolitego testu, istnieje siedem poziomów znajomości języka od I do VII, organizowany przez Badan Pengembangan Spis dan Perbukuan[97]

### Język irlandzki
- Teastas Eorpach na Gaeilge (TEG).

### Język japoński
- Business Japanese Proficiency Test (BJT) – znajomość języka japońskiego w sytuacjach biznesowych,
- Gen-Ken[98] – organizowany przez Contemporary Term Examination Association[99] na 7 poziomach[100],
- J-CAT[101] – organizowany przez Japońskie Stowarzyszenie Wspierania Edukacji[102] poziom zależy od wyniku[103],
- J-Test[104],
- Japan Proverb Test,
- Japanese Language Proficiency Test (JLPT),
- Japanese Language Capability Test (JLCT)[105] – organizowany przez JLCT Japanese Language Capability Test[106] na 5 poziomach (JTC1-JTC5)[107],
- Język mówiony i test komunikacyjny (アナウンス検定)[108] – organizowany przez Japan Speaking Language Association[109] na 4 poziomach (4-1)[110],
- Kanji Aptitude Test[111] – test znajomości znaków kanji, na poziomach (od najwyższego) 1, pre-1, 2, pre-2, 3, 4, 5, 6, 7, 8, 9 i 10,
- Logiczny Test Umiejętności Pisania[112] – organizowany przez FCDF[113] na 11 poziomach,
- NAT-TEST[114],
- Nihongo Kentei(inne języki)[115] – organizowany przez Japoński Komitet Egzaminacyjny na 7 poziomach (1-7),
- Standard Test for Business Japanese (STBJ)[116] – znajomość języka japońskiego w sytuacjach biznesowych, organizowany na 5 poziomach (BJ5-BJ1) przez Applied Japanese Language Education Association[117],
- The Japanese proficiency test in reading and writing[118] (文章読解)[119] – organizowany przez Japan Kanji Aptitude Testing Foundation na 4 poziomach (2-4)[120],
- Test biegłości w Kanji[121] – organizowany przez Japan Kanji Proficiency Test Association[122] na 10 poziomach (10-1)[123],
- Test języka Literas[124] – organizowany przez Benesse Corporation[125] na 2 poziomach (2-3)[126],
- Test mowy[127] – organizowany przez JSTA[128] na 6 poziomach[129],
- Test mowy i komunikacji[108] – organizowany przez Asahi Shimbun i Benesse Corporation na 5 poziomach
- Test Umiejętności Słownictwa / Czytania[130] – organizowany przez Asahi Shimbun i Benesse Corporation na 5 poziomach[131],
- Practical Japanese Proficiency Test (TOPJ)[132] lub (PJPT) – organizowany przez TOPJ Practical Japanese Proficiency Test Implementation Committee[133] na 3 poziomach: podstawowym, średnio zaawansowanym i zaawansowanym[134],
- Praktyczny test słownictwa japońskiego[135] – organizowany przez Obunsha(inne języki) na 6 poziomach (2-7)[135],
- アナウンス検定[136] – organizowany przez Japan Speaking Language Association[109] na 3 poziomach (3-1)[110],
- European Language Competence Licence Quality Alliance (ELCL QA), zgodnie z CEFR.

### Język kantoński
- Cantonese Pronunciation Test[137]– można osiągnąć 6 poziomów, organizowany przez CUSCS[138]
- Cantonese Read-Aloud Test (CRAT)[139]– można osiągnąć 4 poziomy (A-D)[140], organizowany przez LSHK[141],

### Język kataloński
- Certificats de català[142] – przeprowadzany na poziomach od A2 do C2 przez Institut Ramon Llull[143], wymagany głównie w Katalonii,
- Certificats de valencià[144] – przeprowadzany na poziomach od A1 do C2 przez Junta Qualificadora de Coneixements de Valencià, wymagany głównie w Walencji,
- Certificats de català[145] – przeprowadzany na poziomach od B1 do C2 i języka administracyjnego przez Direcció General de Política Lingüística de les Illes Balears, wymagany głównie na Balearach.

### Język kazachski
- Qaztest – organizowany przez narodowe centrum testowania[146] na poziomach od A1 do C1[147].

### Język koreański
- KBS Korean Language Proficiency Test – organizowany przez Korean Broadcasting System na 4 poziomach (1-4)[148],
- Korean Language Ability Test (KLAT) – organizowany przez Korea Educational Testing Service na 4 poziomach (1-4), które dzielą się na dwa podpoziomy (1-2)[149],
- KOREAN LANGUAGE PROFICIENCY TEST (KLPT) – organizowany przez Towarzystwo Języka Koreańskiego na 6 poziomach (1-6)[150],
- Korean Proficiency Examination (KPE) – organizowany przez YBM Korea TOEIC na 6 poziomach (1-6)[151],
- TOPIK (한국교육과정평가원) – organizowany przez Koreański Instytut Edukacji na 3 poziomach, które dzielą się na dwa podpoziomy (1-6)[150].

### język litewski
- Valstybinės kalbos mokėjimo[152][153].

### Język luksemburski
- LaF – Diplom Lëtzebuergesch als Friemsprooch[154].

### Język malezyjski (Malezja)
- SIJIL KECEKAPAN BAHASA MELAYU BAGI WARGANEGARA ASING (SKBMW)[155] – poziom znajomości języka zależy od wyniku jednolitego testu, istnieje siedem poziomów władania językiem od 1 do 7, organizowany przez MAJLIS PEPERIKSAAN MALAYSIA (MPM)[156],

### Język minnański (Hokkien) – Chiny kontynentalne
- MSC – Minnanhua Shuiping Ceshi[157].

### Język minnański (Hokkien) – Tajwan
- General Taiwanese Proficiency Test[158] (GTPT)[159]
- International Taiwanese Proficiency Test (ITPT)[160]
- Taiwanese Romanization Proficiency Test[161]– test znaków, organizowany na 3 poziomach[162] przez 台湾语文测验中心[163]
- TSH[164] – organizowany na 2 poziomach[165] przez 台湾语文测验中心[163]
- Southern Min Language Proficiency Test[166] – organizowany na 3 poziomach[167] przez Tajwańskie MInisterstwo Edukacji[168]

### Język niderlandzki
- CNaVT – Certificaat Nederlands als Vreemde Taal(inne języki), jest wspólnym projektem Katolickich Uniwersytetów w Lowanium (Belgia) oraz w Nijmegen (Holandia), a nad jego przebiegiem czuwa komisja Niderlandzkiej Unii Językowej z siedzibą w Hadze.
- Staatsexamen Nederlands als tweede taal (Staatsexamen NT2)[169],
- Basismoduul Nederlands, na poziomie A2,
- European Language Competence Licence Quality Alliance (ELCL QA), zgodnie z CEFR.

### Język niemiecki
- Organizowane przez Goethe-Institut oraz Österreichisches Institut – Zertifikat Deutsch (ZD)
- Organizowane przez Goethe-Institut – Zentrale Mittelstufenprüfung (ZMP), Zentrale Oberstufenprüfung (ZOP), Kleines Deutsches Sprachdiplom (KDS) oraz Großes Deutsches Sprachdiplom (GDS)
- Organizowane przez Goethe-Institut i Deutsch-Polnische Industrie- und Handelskammer – Prüfung für Wirtschaftsdeutsch (PWD)
- Organizowane przez Österreichisches Institut – Mittelstufe (ÖSD)
- Organizowane przez Kultusministerkonferenz – Deutsches Sprachdiplom Stufe II (DSD II)
- Organizowane przez Hochschulrektorenkonferenz – Deutsche Sprachprüfung für den Hochschulzugang (DSH)
- Prüfung Wirtschaftsdeutsch International (PWD)[170] – znajomość języka niemieckiego ekonomicznego na poziomie C1 organizowany przez Deutscher Industrie- und Handelskammertag(inne języki)
- Organizowane przez TestDaF-Institut – Test für Deutsch als Fremdsprache (TestDaF)
- Organizowane przez Educational Testing Service (ETS) – certyfikat środowiska biznesowego WiDaF
- Organizowane przez Educational Testing Service (ETS) – certyfikat środowiska biznesowego dla początkujących WiDaF Basic
- European Language Competence Licence Quality Alliance (ELCL QA), zgodnie z CEFR

### Język norweski
- Test i norsk – høyere nivå (Bergenstest)[171] – organizowany przez Folkeuniversitetet[172] na poziomach B2-C1 [poziom zależy od wyniku, bestått-(B2) i godt bestått (C1)][173], dostępny jest w części ustnej i pisemnej,
- Norskprøve[174] – organizowany przez KOMPETANSE NORGE[175] na zlecenie Ministerstwa Edukacji na poziomach A1-A2, A2-B1, B1-B2[176] i C1[177], dostępny jest w części ustnej i pisemnej.

### Język perski (farsi)
- Standard Persian Language Proficiency Test (SAMFA(inne języki)), (آمفا) – do uzyskania jest 180 punktów, w zależności od wyniku dostaje się poziom od 0 do 9, organizowany przez Ministerstwa Nauki, Badań i Technologii,
- TÖMER (perski)[178] – organizowany na poziomach od A1 do C1 przez TÖMER Uniwersytet w Ankarze[179].

### Język portugalski (brazylijski)
- Certificado de Proficiência em Língua Portuguesa para Estrangeiros (CELPE-Bras)[180].

### Język portugalski (europejski)
- Centro de Avaliação Português Língua Estrangeira (CAPLE)[181],
- European Language Competence Licence Quality Alliance (ELCL QA), zgodnie z CEFR.

### Język rosyjski
- PURJ – Porogovyj uroveń Russkij jazyk, organizowany przez Instytut Puszkina
- European Language Competence Licence Quality Alliance (ELCL QA), zgodnie z CEFR
- TELC – na poziomie od A1 do B2 (www.telc.net)
- TRKI (TORFL – ТРКИ) – egzamin na państwowy certyfikat Federacji Rosyjskiej

### Język słowacki
- Certifikovaná skúška zo slovenčiny ako cudzieho jazyka[182]

### Język szwedzki
- Business Swedish Certificate[183] – egzamin języka biznesowego na 2 poziomach organizowany przez Företagsuniversitet[184],
- Swedex – egzamin z języka szwedzkiego, na trzech poziomach A2, B1, B2, organizowany przez szwedzki Uniwersytet Ludowy (Folkuniversitetet)[185],
- TISUS – egzamin państwowy, sprawdzający znajomość języka szwedzkiego na poziomie C1,
- Yleiset Kielitutkinnot (YKI) – organizowany na 3 poziomach (A1-A2, B1-B2, C1-C1)[186] przez Uniwersytet Jyväskylä[50] i Opetushallitus[187].
- European Language Competence Licence Quality Alliance (ELCL QA), zgodnie z CEFR.

### Język turecki
- TÜRKÇE YETERLİK SINAVI (TYS)[188] – do zdobycia jest 100 punktów[189] organizowany przez Yunus Emre Enstitüsü[190],
- Uzaktan Türkçe Sınavı (UTS)[191] – organizowany przez Tömer Ankara Üniversitesi[179],
- TÖMER TIPDİL Sınavı[192] – egzamin z języka medycznego[193] przez Tömer Ankara Üniversitesi[179],
- SEVİYE TESPİT SINAVI (STS)[194] – organizowany na poziomach A1-C1[195] przez ÖSYM[196],
- Yabancı Uyruklu Öğrenci Sınavı (YÖS)[197] – organizowany przez tureckie uczelnie[198],
- AÜ TÖMER TürkYet[199] – organizowany na poziomach A1-C2[200] organizowany przez Tömer Ankara Üniversitesi[179],

### Język węgierski
- ELTE Idegennyelvi Továbbképző Központ (ELTE-TKI) oferuje egzaminy z języka węgierskiego na poziomach od A2 do C1,
- ORIGO Egynyelvű vizsga[201] – organizowany przez ELTE Idegennyelvi Továbbkepző Központ na poziomach od B1 do C1.

### Język włoski
- Accademia Italiana di lingua (AIL) we Florencji, oferuje egzaminy DELI (A1-A2), DILI (B1-B2), DALI (C1-C2)[202],
- Certificato di Lingua Italiana (CELI), Uniwersytet dla Obcokrajowców w Perugii[203],
- Certificazione dell’italiano come lingua straniera (cert.it), Uniwersytet Roma Tre w Rzymie[204],
- Certificati di Conoscenza dell’Italiano Commerciale (CIC), Uniwersytet dla Obcokrajowców w Perugii[205][206],
- Certificazione di Italiano come Lingua Straniera (CILS), Uniwersytet dla Obcokrajowców w Sienie[207],
- Diploma di lingua italiana commerciale (DILC-B1) i (DALC-C1), Accademia Italiana di Lingua we Florencji[202],
- Progetto Lingua Italiana Dante Alighieri (PLIDA), Stowarzyszenie Dante Alighieri[208],
- European Language Competence Licence Quality Alliance (ELCL QA), zgodnie z CEFR.

### Język włoski – nauczanie (glottodydaktyka)[209]
- Certificazione CEDILS VENEZIA (CEDILS), Uniwersytetu Ca 'Foscari w Wenecji[210],
- CERTIFICAZIONE IN DIDATTICA DELL’ITALIANO LINGUA STRANIERA (DILS-PG), Uniwersytet dla Obcokrajowców w Perugii[211],
- Didattica dell’Italiano come Lingua Straniera (DITALS), Uniwersytet dla Obcokrajowców w Sienie[212][213].
- PROMOITALS[214], Uniwersytet degli Studi di Milano[215].

### Język polski
Polska wydaje świadectwa znajomości języka polskiego. Egzaminy przeprowadzane są przez Państwową Komisję Poświadczania Znajomości Języka Polskiego jako Obcego na sześciu poziomach zaawansowania. Dla dorosłych przewidziano egzaminy na poziomach A2-C2, a dla dzieci i młodzieży B1-B2. Każdy egzamin składa się z części ustnej oraz pisemnej.

### Esperanto
Certyfikat językowy dla znajomości esperanto wydaje Państwowe Centrum Egzaminów Językowych działające pod auspicjami Uniwersytetu im. Loránda Eötvösa. Certyfikaty wydawane są zgodnie z systemem poziomów biegłości językowej przyjętej przez Radę Europy.
Certyfikaty językowe wydaje również Uniwersytet Jagielloński oraz Francuski Instytut Esperanto.

### Wielojęzyczne
- European Language Certificate są wydawanie przez instytucje należące do International Certificate Conference. Na najniższym poziomie (A1) są dostępne z 11 języków:
  - angielskiego
  - duńskiego
  - francuskiego
  - hiszpańskiego
  - japońskiego
  - niderlandzkiego
  - niemieckiego
  - portugalskiego
  - rosyjskiego
  - szwedzkiego
  - włoskiego. qualifications.pearson.com. [zarchiwizowane z tego adresu (2020-06-20)].
- na wyższych poziomach jest dostępna mniejsza liczba języków